# ボリス・グジ
ボリス・グジ（露: Борис Гудзь、1902年8月19日 - 2006年12月27日）は、ソビエト連邦の職業的諜報員。姓はグドゥジとも表記される。
1920年代のトレスト作戦に参加し、リヒャルト・ゾルゲのグループを監督したこともある。

## 経歴
ウファの追放者の家庭に生まれる。1918年にトゥーラの商業学校を卒業。同年、家族と共にモスクワに転居し、モスクワ鉱山学校に入学。1919年、赤軍に志願し、西部戦線補給局で兵卒として勤務した。復員後、モスクワのバイク学校を卒業し、バイク運転手として働く。
1923年1月から国家政治局（GPU）。1927年1月 - 11月、防諜課第5班（国境）、国境警備局第2班、第6班（武装反革命組織対策）の作戦係。1927年11月 - 1930年2月、秘密作戦局で働き、その後、第6班、第7班（白系移民業務）長補佐官として防諜課に復帰。1930年9月 - 1932年1月、統合国家政治局（OGPU）特別課作戦係、特殊局長補佐官。
1932年、OGPU東シベリア地方第1班（情報・防諜）長に任命。同職において、対日諜報を専門とし、満州領土におけるアタマン・トプハエフの誘拐作戦に従事した。
1934年2月 - 1936年5月、大使館の三等書記官をカバーにOGPU（後に内務人民委員部（NKVD））外国課駐日支局長となり、ゾルゲ・グループの業務を監督した。帰国後、労農赤軍参謀本部情報局に移り、引き続きゾルゲ・グループの活動を監督し、参謀本部情報局第2課（東部エージェント）副課長となった。1937年1月、連隊委員の階級が授与された。
1937年4月、姉妹が逮捕されたことと関連して、「人民の敵」として党から除籍され、労農赤軍から解雇された。1939年になって初めて党に復帰し、バスの運転手となり、首都のバス運行システムで働き、自動車輸送企業の指導者となった。
1961年に年金生活に入った後、社会活動に従事、革命運動史を研究した。1960年代末から、チェーカー・OGPUの歴史に関する書籍・映画のコンサルタントを務めた。特務機関史研究協会会員。
2006年12月27日、ロシア連邦保安庁（FSB）中央病院で死去。